# Enzo Costa
Enzo Costa (Genova, 9 dicembre 1964 – Sori, 15 dicembre 2014) è stato un giornalista, scrittore, e autore di satira italiano.

## Biografia
Ha scritto su Tango, Cuore, Linus, Smemoranda, Micromega e Il Salvagente. Dal 1997 al 2000 i suoi pezzi brillanti sono usciti nella pagina dei commenti di Repubblica. Negli anni successivi ha tenuto la rubrica D'altro canto nell'inserto Musica. Per molti anni ha firmato ogni lunedì, per le pagine sportive di Repubblica, delle rime sul calcio pubblicate nelle rubriche Inversioni e Di prima.
Ha collaborato con l'Unità (fino alla sua chiusura), scrivendo poesie satiriche, commenti e la rubrica settimanale Chiari di lunedì, con la Repubblica, nella cui edizione ligure dal martedì alla domenica firmava in prima pagina il corsivo satirico Il Lanternino, e con Articolo21. Nel 2003 si inaugurava su Internet il suo sito ufficiale Il Lanternino. Nel 2008 varava il blog  (come il sito, curato e illustrato con le sue vignette da Aglaja, la "socia" con cui ha lavorato dal 2003 sino alla fine). Da giugno 2010 è partito il suo blogautore sulle pagine di Repubblica.it, diviso in due sezioni: 
- C'è post@ per Costa, rubrica in cui Enzo rispondeva ai suoi lettori;
- I Lanternini Elettronici illustrati dalle vignette di Aglaja.

Dal 2012 ha pubblicato sull'Unità online il blogautore Malumorismi anch'esso curato e illustrato da Aglaja.
Dal 2014 ha collaborato con Left con due rubriche: Graffiorismi (un aforisma alla settimana), e Lemmi Lemmi (dizionario semiserio). Ha pubblicato per Comix Sessanta sette, il primo manuale di esoterismo virtuale (1996), e per Frilli Lanternini per tutti (2003) e A farla breve (2009), la raccolta dei Lanternini dal 2003 al 2008, con prefazione di Michele Serra. Insieme ad altri autori e vignettisti, è presente con alcune massime e un racconto nella raccolta Carognate di Natale (Gremese, 2008), curata da Massimo Bucchi. Molti suoi aforismi sono contenuti nei vari volumi delle Formiche e delle Cicale, a cura di Gino e Michele.
Nel dicembre 2010 ha pubblicato, per Editori Riuniti, “Rime Bacate (e aforismi da banco)”, una raccolta di poesie e massime umoristiche partorite dal 1988 ai nostri giorni e come recita il sottotitolo, “prima, durante e nonostante Berlusconi”. Gino e Michele, che firmano la prefazione, considerano l'opera “un libro di storia, o forse di filosofia”. L'autore la considerava un modo serio per giocare con la realtà e con le parole, oppure un modo divertente per provare a dire cose non troppo stupide. A ottobre 2011 ha pubblicato per Editori Internazionali Riuniti Col senno di prima, una raccolta di corsivi satirici usciti su l'Unità dal 2009 al 2011. La maggior parte, nelle quindici righe della rubrica settimanale Chiari di lunedì; alcuni più lunghi in altri spazi dello stesso quotidiano.
Scrisse Costa: "Il libro è un piccolo diario, divertito e agghiacciato, che ci offre un punto di vista a dir poco unico: quello dell'Autore. Come recita il sottotitolo, si tratta di “affreschi in tempo reale di un paese surreale”, debitamente decorati dalle vignette di Aglaja. Una galleria di tipi, tipetti e tipacci italici, spesso colti sul misfatto. Nello scorrerla, si provano molte vertigini, vedendo come siamo precipitati. Ma anche qualche piccola speranza, scorgendo come si potrebbe risalire. L'operina si chiude con una serie di epitaffi in rima, tanto per tirarci su il morale. Se è esagerato dire che leggendo questo libro si capisce lo stato di salute dell'Italia, non lo è sostenere che s'intuisce lo stato psichico dell'autore, sottoposto a tre anni di politica italiana".
Nel dicembre 2012 usciva per Red@zione Cercati col Lanternino, la raccolta 2009-2012 dei lanternini, i corsivi con i quali - dal martedì alla domenica, nella prima pagina di Repubblica Genova – l'autore "...ragiona e sragiona su fatti, persone e personaggi genovesi, liguri, nazionali, planetari. Una rubrica che tenta di strappare un sorriso e, in qualche caso, una riflessione, nei limiti tassativi delle otto righe del pc". La prefazione è di Margherita Rubino, la copertina e le illustrazioni di Aglaja. Nell'aprile 2011 andava in scena allo Stabile di Genova Quanto Costa!, "spettacolo con licenza di far ridere che riflette e (s)ragiona su fatti e misfatti italici e mondiali, senza fare sconti a nessuno (o quasi). Nel corso della serata si alternano letture, declamazioni, interpretazioni più o meno azzardate di pensieri, parole, sogni e incubi di un umorista umorale. Il tutto per la rappresentazione di un universo satirico che va dalla politica alla morte, dai fanatismi religiosi a quelli profani, dai sentimenti ai risentimenti, dall'ecologia agli egocentrismi, e via sbeffeggiando per tutti i gusti e i disgusti.
Ciò per mezzo di aforismi, invettive, rime recitate , monologhi, deliri, descrizioni surreali e racconti realistici, fiabe per adulti e filosofie infantili, articoli editi, inediti e lanternini, la rubrica quotidiana firmata ogni giorno da Costa sulla prima pagina di la Repubblica-Il Lavoro". Hanno interpretato e cantato i testi di Enzo Costa, Enrico Campanati (che ha curato anche la regia), Carla Peirolero, Roberta e Gian Piero Alloisio. Dal 2011 ha iniziato a collaborare per il teatro con Ugo Dighero, in occasione del Festival Mondomare di Lavagna organizzato dal Teatro dell'Archivolto, e firmando alcuni testi del suo spettacolo “Rimbocchiamoci le natiche”. Dall'ottobre del 2012 va in scena lo spettacolo “Berlinguer. I pensieri lunghi”, prodotto dall'Archivolto con lo Stabile di Genova per la regia di Giorgio Gallione e l'interpretazione di Eugenio Allegri, spettacolo (andato in scena oltre che nei più importanti teatri italiani, anche al festival del teatro civile “CassinoOFF”) per il quale Enzo ha scritto il monologo conclusivo.
Nel 2009 e nel 2012 ha partecipato con un suo reading al Festival Internazionale di Poesia di Genova (dove era atteso anche nel 2015). In occasione di Euroflora 2011, ha partecipato con il minireading (illustrato dalle immagini di Aglaja) "Fiori Diversi" a un evento poetico organizzato nel Palazzo Ducale di Genova da Art Commission. Nel 2012 un suo reading poetico-politico-satirico ha inaugurato la Festa Democratica di Genova. A gennaio 2014 parte la prima mostra per testi e immagini dei due soci, Enzo&Aglaja, "Figuriamoci" ospitata per un mese al Teatro del Sipario Strappato di Arenzano. Il 29 novembre 2014 vi è l'inaugurazione al Museo Teatro della Commenda di Pré, della mostra "Tra il dire e il disegnare c'è di mezzo il mare", oltre 180 tra disegni e scritti dei due soci. Enzo Costa muore per un'improvvisa crisi respiratoria il 15 dicembre 2014 all'età di 50 anni.

## Opere
- Sessanta sette. Il primo manuale di esoterismo virtuale, Modena, Comix, 1996. ISBN 88-7686-669-8.
- Lanternini per tutti, Genova, F.lli Frilli, 2003. ISBN 88-87923-93-0.
- A farla breve. La seconda raccolta dei Lanternini, Genova, F.lli Frilli, 2009. ISBN 978-88-7563-462-9.
- Rime bacate (e aforismi da banco). Poesie corrosive e pillole di saggezza scritte prima, durante e nonostante Berlusconi, Roma, Editori internazionali riuniti, 2010. ISBN 978-88-359-8065-0.
- Col senno di prima. Affreschi in tempo reale di un paese surreale, Roma, Editori internazionali riuniti, 2011. ISBN 978-88-359-9077-2.
- Cercati col Lanternino. La raccolta dei corsivi di Repubblica, Genova, Red@zione, 2012. ISBN 978-88-95470-46-7.

## Galleria d'immagini

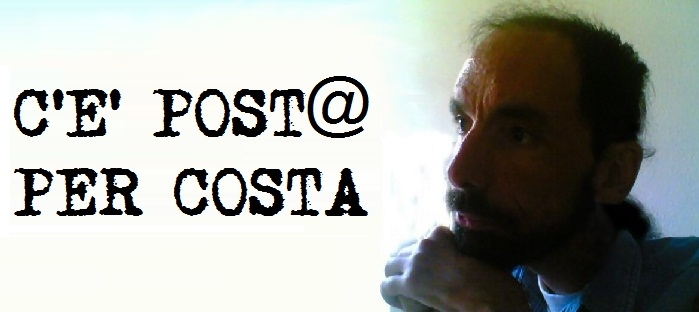
Il logo del Blogautore di Enzo su Repubblica.it
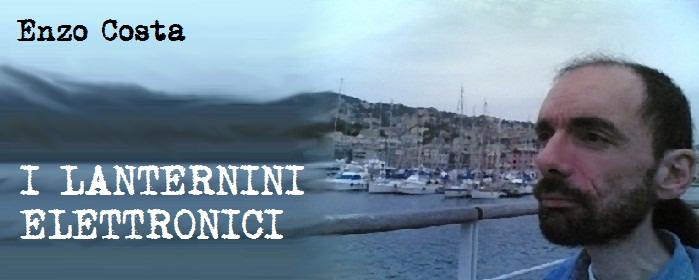
Il logo del Blogautore di Enzo su Repubblica.it
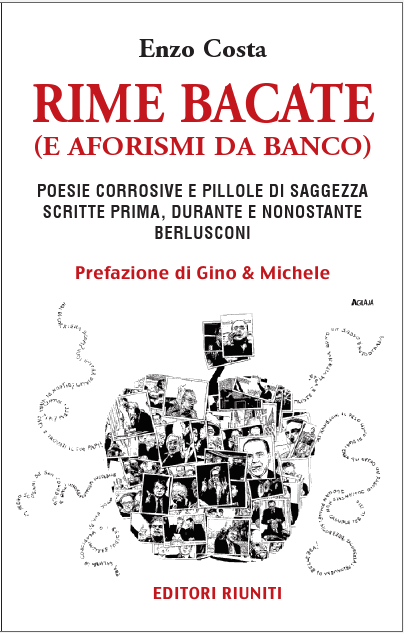
"Rime Bacate (e aforismi da banco)" Il nuovo libro di Enzo per Editori Riuniti